# Wang Jiali
Wang Jiali, född 1 februari 1986, är en friidrottare från Kina. Hon deltog vid olympiska sommarspelen 2012.